# 宮本一樹
宮本 一樹（みやもと かずき、1999年6月17日 - ）は、日本の男子プロバスケットボール選手である。ポジションはフォワード。B.LEAGUEの富山グラウジーズ所属。

## 来歴
神奈川県出身。
桐光学園高校から早稲田大学に進み、4年次の2021年12月にファイティングイーグルス名古屋とプロ契約。
2023年6月16日にFE名古屋との契約満了と滋賀レイクスターズへの移籍が発表された。
2025年6月18日に富山グラウジーズへの移籍が発表された。

## 日本代表歴
- U16FIBAアジア
- U18日中韓
- U22日本代表候補